# Hirakawa
Hirakawa (平川市, Hirakawa-shi) är en japansk stad i prefekturen Aomori på den norra delen av ön Honshu. Hirakawa bildades 1 januari 2006 genom en sammanslagning av de tre kommunerna Hiraka, Ikarigaseki och Onoe. 

## Externa länkar

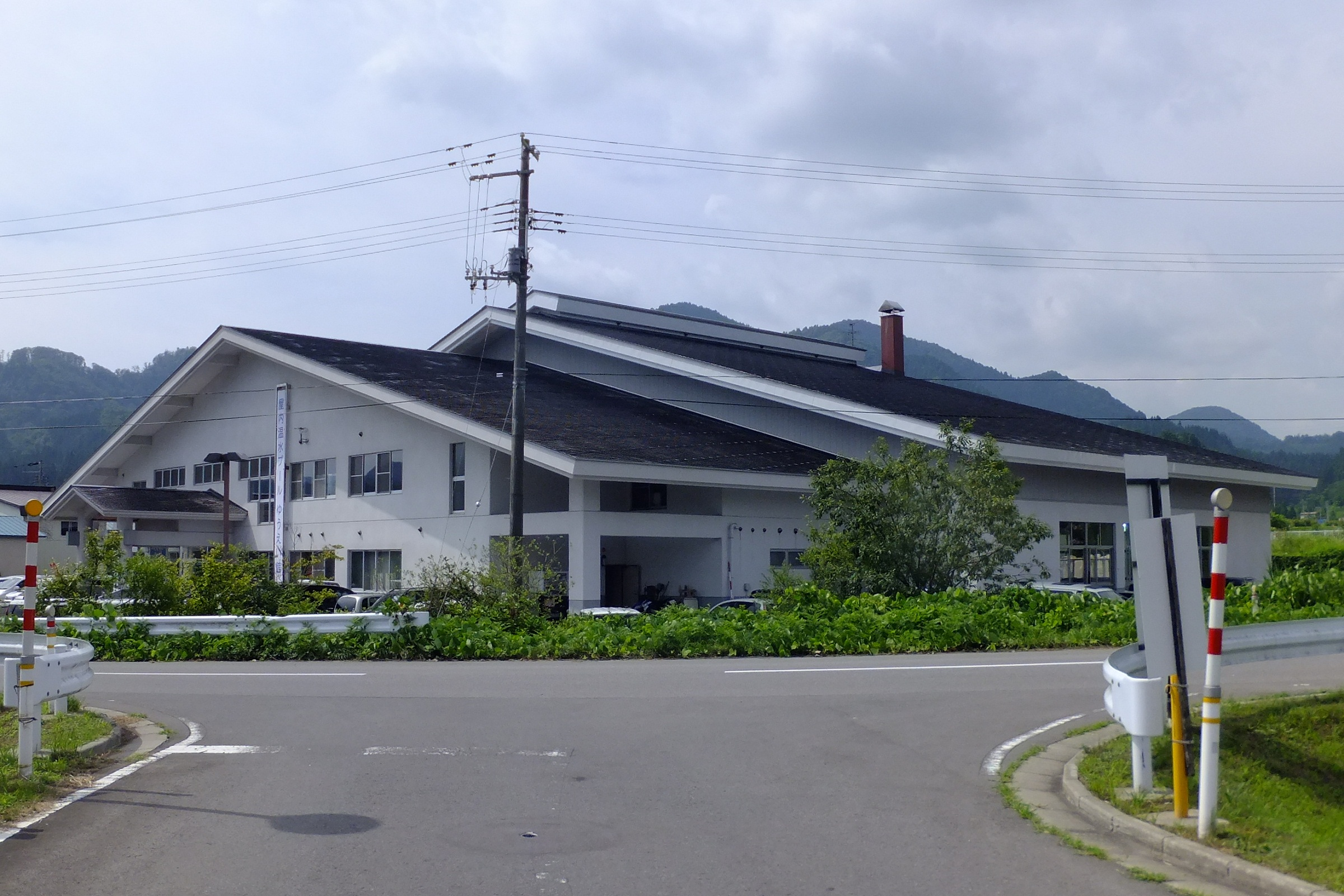
Badhus i Hirakawa